# Battaglia di Pułtusk
La battaglia di Pułtusk ha avuto luogo il 26 dicembre 1806, durante la guerre napoleoniche vicino Pułtusk in Polonia. 35 000 soldati russi con 128 cannoni, guidati da Bennigsen, resistettero agli attacchi di 25 000 soldati francesi al comando del maresciallo Lannes, e si ritirarono il giorno successivo.
Lannes, con le sue due divisioni e la divisione d'Aultanne, del corpo di Davout, attaccò le truppe di Bennigsen con l'intenzione di forzare il passo ai ponti sul Narew. Bennigsen schierò le sue truppe, che avevano in appoggio 40 cannoni, su tre linee, rispettivamente di 21, 18 e 5 battaglioni, con l'ala sinistra appoggiata a Pułtusk e l'ala destra appoggiata a Moschin. Lannes, pur con forze inferiori, tentò ripetutamente di occupare la città di Pułtusk, chiave per l'accesso ai ponti sul Narew, venendo sempre respinto dalle forze russe, schierate a ranghi serrati. Alle tre del pomeriggio, quando Bennigsen si accorse che la divisione Gudin stava marciando in aiuto di Lannes ruppe il contatto, favorito dal calare della sera, e durante la notte si ritirò oltre il Narew, abbandonando Pułtusk.

## Contesto strategico
Dopo aver sconfitto l'esercito prussiano nell'autunno del 1806, Napoleone entrò nella parte prussiana della Polonia per affrontare l'esercito russo, che era si preparava a sostenere i prussiani fino alla loro improvvisa sconfitta. Attraversando il fiume Vistola, l'avanguardia francese prese Varsavia il 28 novembre 1806.
L'esercito russo era sotto il comando del feldmaresciallo Michail Fedotovič Kamenskij vecchio e pieno di acciacchi. La prima armata russa contava tra i 55 000 e i 68 000 uomini, ed era comandata dal conte Bennigsen, e stava tornando sui suoi passi dalla Vistola verso il fiume Ukra, al fine di congiungersi con la seconda armata, forte di circa 37 000, guidata Buxhoeveden. Questa, proveniente dalla Russia, era in marcia ma distava ancora circa 15 giorni di marcia dalla prima armata. Tuttavia, rendendosi conto di aver commesso un errore nel consentire ai francesi di attraversare la Vistola, Kamenskij avanzò all'inizio di dicembre per cercare di riconquistare la linea del fiume. Forze francesi, nel frattempo, avevano attraversato il fiume Bug a Modlin il 10 dicembre, e il corpo prussiano comandato da L'Estocq non riuscì a riprendere Thorn. Ciò indusse Bennigsen, il 11 dicembre, a diramare l'ordine di ripiegare e tenere la linea del fiume Ukra.
Quando questo fu riferito a Napoleone, egli assunse che i russi erano in piena ritirata, perciò ordinò alle forze sotto Murat (il 3º corpo di Davout, il 7° Augereau ed il 5° sotto Lannes, e il 1º Corpo di Cavalleria di riserva) di proseguire verso Pułtusk, mentre Ney, Bernadotte, e Bessières (con rispettivamente il 6º, 1º e 2º corpo di cavalleria di riserva) furono incaricati di aggirare la destra russa, e Soult con il 4º corpo fu incaricato di tenere collegate le due ali dell'esercito.
Kamenskij ordinò di invertire la marcia e di avanzare, quindi, per appoggiare le truppe sul fiume Ukra. Per questo motivo, i francesi ebbero difficoltà nell'attraversamento del fiume e furono fermati fino a quando Davout ebbe forzato un crocevia in prossimità della congiunzione tra l'Ukra e il Bug il 22 dicembre.
Il 23 dicembre, dopo uno scontro presso Soldau con il 1º corpo di Bernadotte, i prussiani comandati da L'Estocq vennero respinti verso nord in direzione di Königsberg. Kamenskij, rendendosi conto del pericolo, ordinò la ritirata verso Ostrołęka. Bennigsen decise di disobbedire e di resistere sulle sue posizioni. Il 26 dicembre si ebbe lo scontro a Pułtusk. Egli aveva a disposizione la 2ª divisione di Osterman-Tolstoj la 6ª di Sedmaratzki, parte della 4ª (Golicyn) e della 3ª Osten-Sacken divisione.
A nord-ovest, la maggior parte della 4ª divisione comandata dal generale Golicyn e la 5ª divisione del generale Dochturov stavano arretrando verso Ostrolenka attraverso la città di Gołymin.

## Meteo
Il tempo causò gravi difficoltà ad entrambe le parti. Un autunno mite, si era protratto più del solito. Alle gelate invernali che rendevano il terreno solido e praticabile, si erano intervallati i disgeli che avevano reso estremamente carenti le comunicazioni che dovevano passare per strade fangose. C'era stato un disgelo il 17 dicembre e successivamente il 26 e il 27 dicembre. Come risultato per entrambe le parti divenne molto difficile manovrare; in particolare per i francesi (che avanzavano) che con grande difficoltà dovevano trasportare le loro artiglierie. Davout segnalò che gli occorsero due ore per coprire 2 miglia e mezzo.
Ci furono anche difficoltà di approvvigionamento. Il capitano Marbot, che prestava di servizio presso il corpo di Augereau scrisse:

## Sito
Pułtusk si trova sulla riva occidentale del fiume Narew con un sobborgo sulla riva orientale. La strada da Strzegociz attraversava fiume con un ponte e poi si allontanava nord-ovest verso Gołymin. Una seconda strada da Varsavia attraversava la città da sud-ovest, e poi proseguiva lungo la sponda occidentale del fiume verso Różan. Prima di essere raggiungere Pułtusk questa strada si univa a quella proveniente da Nasilesk. Un'altra strada verso Rozan correva lungo la sponda orientale. L'ultima strada era quella per Markow che girava a nord della città.
La città era in una posizione pianeggiante. A nord e ovest su un altopiano che si restringeva in un ampio crinale vicino al fiume. Una gola tagliava il pianoro vicino al fiume. Un grande bosco era situato a nord-ovest del pianoro, verso il villaggio di Mosin. Oltre l'altopiano altri boschi nascondevano coloro che si avvicinassero da Varsavia.

## Il combattimento

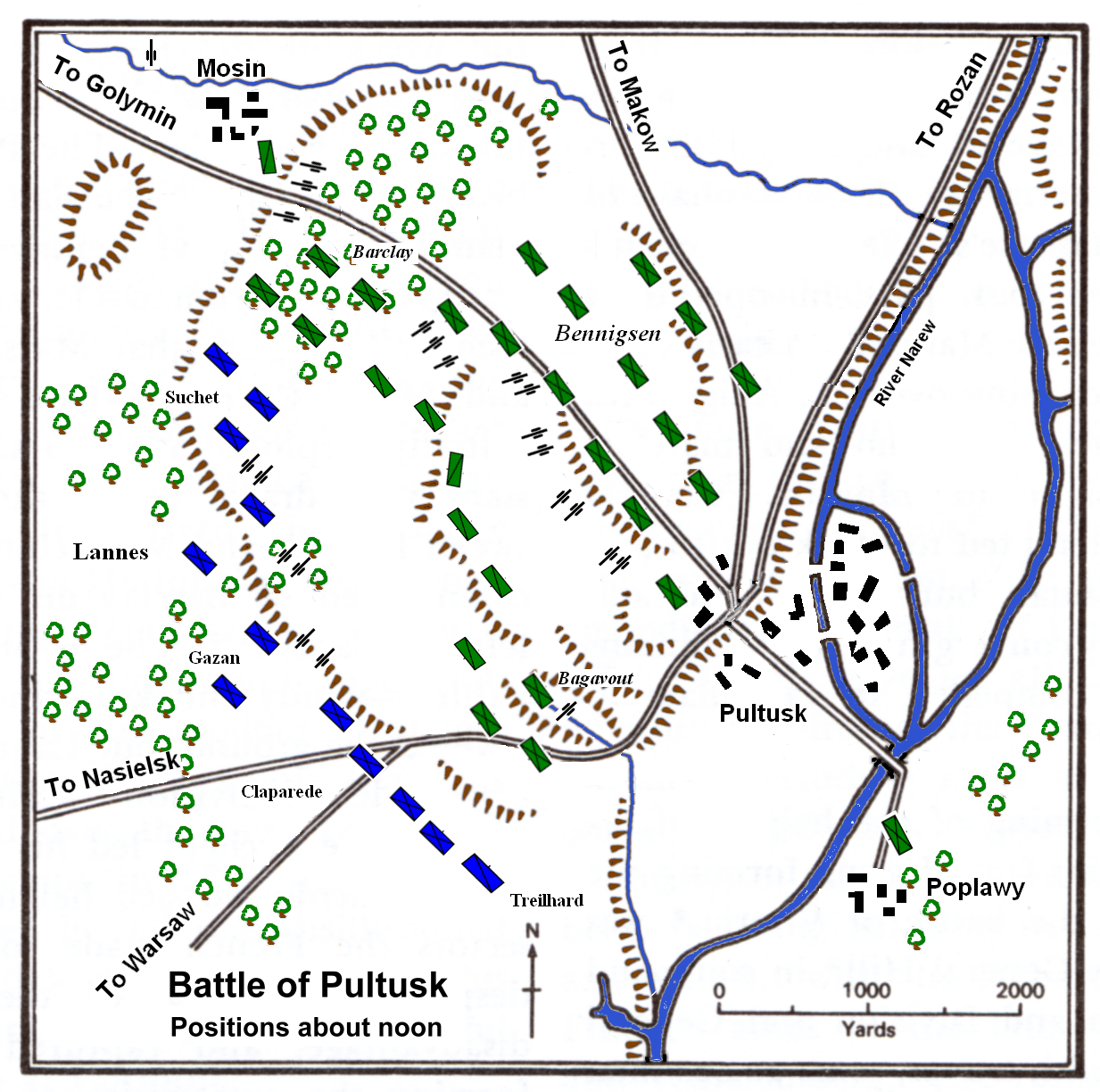
La situazione a mezzogiorno del 26 dicembre

Bennigsen schierò le sue forze lungo la via fra Pułtusk e Gołymin, su tre linee, composte rispettivamente di 21, 18 e 5 battaglioni. L'ala sinistra si appoggiava alla cittadina, mentre l'ala destra al bosco di Mosin. L'artiglieria era posizionata davanti alla prima linea. All'estrema destra il generale Barclay de Tolly occupava parte del bosco di Mosin con tre battaglioni, un reggimento di cavalleria ed una batteria di artiglieria per coprire la via per Gołymin. La sinistra della linea ed il ponte sul Narew erano coperti dal generale Bagavout posizionato di fronte al burrone con 10 battaglioni, due squadroni di dragoni ed una batteria di artiglieria. Sul bordo della cresta erano disposti 28 squadroni di cavalleria, per collegare Barclay e Bagavout, e la cavalleria cosacca era schierata in prima linea.
Lannes aveva l'ordine di attraversare il Narew a Pułtusk con il suo Corpo d'armata. Pur essendo a conoscenza della presenza di forze russe lungo la sua linea di avanzata, Lannes non era al corrente dell'entità di tali forze. Le sue forze giunsero a contatto con il nemico, dopo una marcia nel fango, circa alla 10 di mattina, respingendo i cosacchi sulla prima linea russa. A causa della conformazione del terreno Lannes era in grado di vedere unicamente le avanguardie russe alle estremità dello schieramento e la cavalleria che le collegava.
Lannes schierò la Divisione Suchet alla sua sinistra (di fronte al bosco di Mosin), e successivamente le divisioni Gazan, Wedell e Claparede, per fronteggiare tutto lo schieramento russo. I pochi cannoni furono schierati tutti sulla sinistra e al centro.
Circa alle 11 di mattina l'ala destra francese avanzò contro Bagavout. I cosacchi russi e la cavalleria furono costretti ad arretrare, quindi Bagavout mandò a contrastare i francesi un'unità di fanteria leggera, che fu a sua volta respinta, nonostante l'appoggio dell'artiglieria. Il centro francese intanto avanzava per prendere di fianco le posizioni da Bagavout, esponendosi però alla linea della cavalleria russa, sette squadroni che caricarono prendendo di fianco i francesi, in un'improvvisa tempesta di neve, mentre Bagavout la fanteria leggera e la cavalleria di Bagavout li impegnavano di fronte. A questo punto un battaglione di fanteria francese si buttò sul fianco della cavalleria russa. Dopo una mischia estremamente confusa la cavalleria russa fu costretta a ritirarsi sulle posizioni di partenza. Un tentativo di Lannes di approfittare della situazione, facendo avanzare la divisione di cavalleria di Treilhard, fu frustrato dall'artiglieria russa.
Contemporaneamente all'attacco francese sull'ala destra, all'ala sinistra la divisione Suchet, sotto il comando di Lannes in persona, attaccò le posizioni di Barcalay. Il primo attacco respinse i russi dal bosco, catturando anche la batteria ivi posizionata, ma la riserva di Barcaly respinse i francesi e ricatturò i cannoni.
Anche il centro francese avanzò. La cavalleria russa si ritirò dietro la linea principale, esponendo quindi i francesi che avanzavano al tiro di artiglieria delle batterie russe.
Alle 2 del pomeriggio la posizione francese appariva critica. I russi tenevano le posizioni a sinistra, il centro francese era sottoposto al tiro dell'artiglieria russa e la pressione sull'ala destra tenuta da Suchet aumentava, respingendo i suoi uomini fuori dal bosco. Sembrava che per i francesi la soluzione migliore fosse una ritirata quando arrivarono rinforzi.
La terza divisione del corpo di Davout, al comando del suo capo di stato maggiore d'Aultanne, aveva avuto l'ordine di inseguire una colonna russa che apparentemente si ritirava su Pułtusk. Preoccupato dalla forza della cavalleria russa che scortava cannoni e bagagli, d'Altanne aveva mantenuto il contatto con il nemico senza però impegnarla in combattimento. Si stava preparando a fermarsi per la notte, quando sentì il rumore del combattimento, quindi fece marciare i suoi uomini verso il cannone. A causa dello stato delle strade fu capace di trasportare dietro solo un cannone.
Vedendo queste nuove forze avvicinarsi, Bennigsen ruotò la sua linea principale verso il bosco per affrontare il pericolo riducendo, in tal modo, il fuoco di artiglieria diretto sulle unità di Lannes. Barclay, attaccato da d'Aultanne sul suo fianco destro, ripiegò sulla linea principale dello schieramento russo. Bennigsen spedì come rinforzi due reggimenti di fanteria e della cavalleria e diresse il fuoco di artiglieria di una batteria sul bosco. Grazie ai rinforzi ricevuti Barclay e al supporto di artiglieria poté attaccare il bosco. I francesi vennero così respinti e il fianco destro di d'Aultanne rimase esposto. Questo venne attaccato, quindi, da una ventina squadroni di cavalleria russa, ma l'85º Reggimento di fanteria francese formò i quadrati e grazie ad un continuo fuoco respinse la cavalleria. Alle 20:00 circa il combattimento si spense e d'Aultanne si ritirò al bordo del bosco.
L'arrivo della divisione d'Aultanne ebbe un effetto positivo anche sulla destra francese. Grazie al cambio di tiro di gran parte artiglieria russa per sostenere Barclay i francesi furono in grado di utilizzare la propria artiglieria per sostenere un nuovo attacco alle 14:00 circa diretto su Bagavout e condotto dalle divisioni di Claparède e Wedell e sostenuto da Gazan sulla loro sinistra. Gli uomini do Bagavout vennero ricacciati nel burrone alle loro spalle e i loro cannoni vennero catturati. Osterman-Tolstoj posizionò, quindi, una batteria sulla destra di Barcla e rafforzato da cinque battaglioni contrattaccò. Dopo una disperata lotta i francesi vennero respinti e i cannoni recuperati. La destra e il centro francese tornarono quindi sulle loro posizioni iniziali al calare della notte.

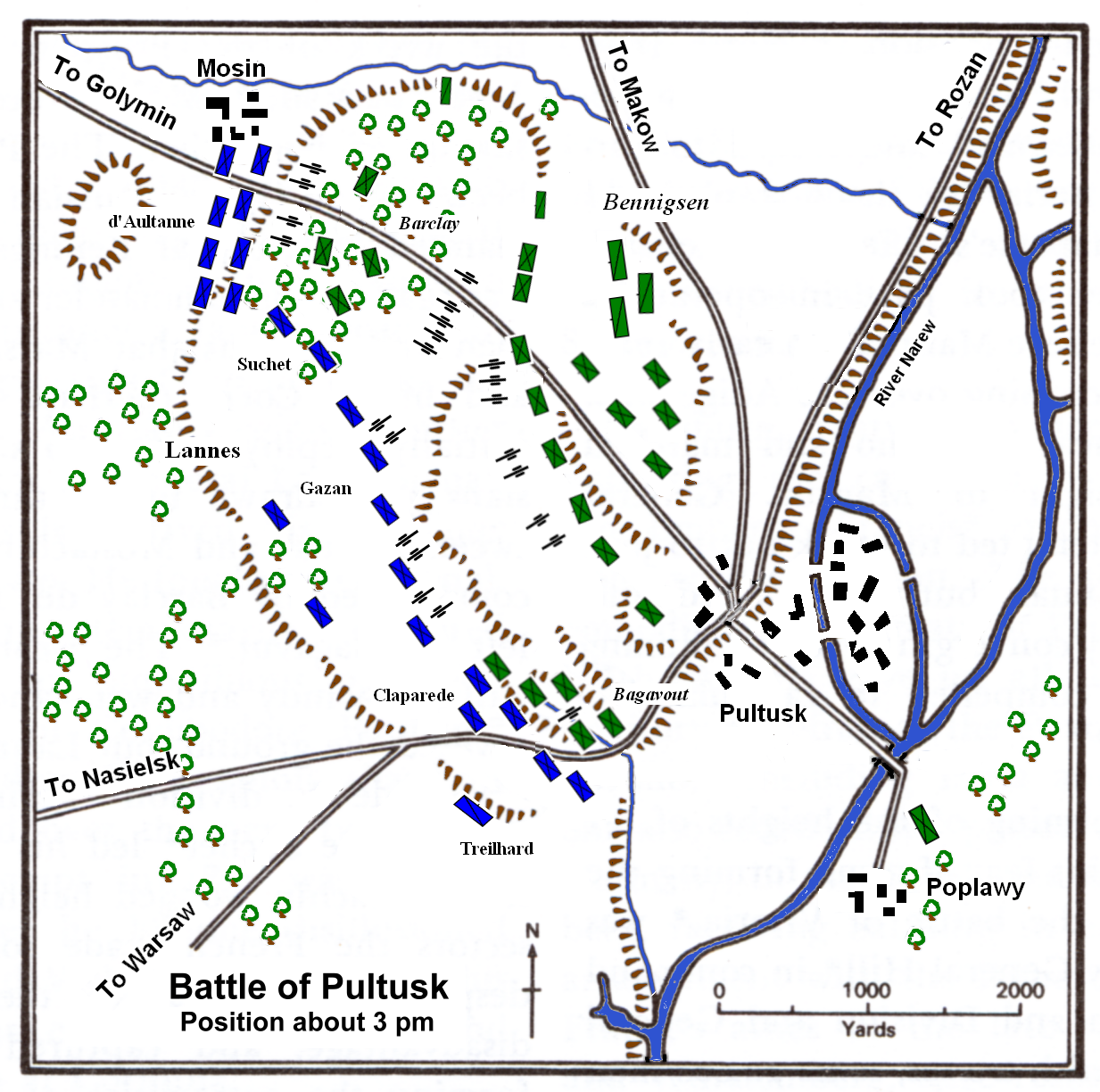
La battaglia Pułtusk alle 3 pomeridiane

Durante la notte, Bennigsen decise di ritirarsi cosa che fece all'indomani il 27 dicembre, utilizzando la strada più lunga per Rozan ossia percorrendo la via lungo la sponda orientale del Narew che poi continuava verso Ostrołęka. La di divisione d'Aultanne, a sua volta, si mosse per ricongiungersi con il 3º Corpo a Gołymin. Lannes non era in grado di inseguire i russi e, quindi, si attestò a Pułtusk occupandolo il 28 dicembre.

## Analisi
Le perdite su entrambi i lati sono controverse. Lannes sostenne che i russi ebbero 2 000 morti, 3 000 feriti e 1 800 prigionieri, per un totale di 6 800; Sir Robert Wilson, ufficiale di collegamento britannico con l'esercito russo, affermò che i russi persero meno di 5 000 uomini. Lannes ammise di aver avuto 700 morti e 1 500 feriti; le fonti ufficiali russe dissero che i francesi persero tra morti e feriti 7 000 uomini oltre a 70 prigionieri. Dato i francese ebbero l'onere di attaccare e che furono esposti al fuoco di artiglieria per tutto il tempo della battaglia 7 000 morti, feriti e prigionieri non sembra irragionevole. Così come non lo sembra un totale di 5 000 perdite per i russi.
Bennigsen sostenne di aver vinto. Il consenso tra gli storici sembra essere che avendo egli deciso di combattere, contravvenendo ai suoi ordini, avrebbe potuto disporre meglio le sue forze, prendere l'offensiva e distruggere il corpo di Lannes prima dell'arrivo di d'Aultanne. Bennigsen disse che egli pensava di avere di fronte lo stesso Napoleone con l'esercito al completo (60 000 uomini). Questo può spiegare la sua posizione difensiva. Bennigsen si lamentò anche del fatto che non ricevette il sostegno Buxhoeveden, ma questi non stava facendo altro che ritirarsi conformemente agli ordini ricevuti.
Lannes, d'altro canto, seguiva i suoi ordini, e il risultato fu quello di trovarsi di fronte ad una forza superiore in una buona posizione difensiva. Napoleone non avrebbe mai impartito un ordine del genere e Lannes attaccò ignorando di avere molte probabilità contro di lui. Se d'Aultanne non avesse preso l'iniziativa marciando al suono dei cannoni il risultato avrebbe potuto essere stato molto diverso.

## Conseguenze
A Gołymin, il generale Golicyn fermò con successo un nemico superiore. Questo, assieme al fallimento della manovra del corpo di Soult di aggirare il fianco destro russo annullarono le possibilità di Napoleone di arrivare alle spalle dei russi sulla loro linea di ritirata e intrappolare il nemico contro il fiume Narew.
Le divisioni russe 5ª e 7ª si ritirarono verso il corpo principale dell'esercito a Rozan. Bennigsen con le sue forze si ritirò su Nowogrod lungo il fiume Narew per poi congiungersi, il 1º gennaio 1807, con le forze di Buxhoeveden.

Il 28 dicembre, Napoleone fermò l'avanzata e, dopo aver perso il contatto con l'esercito russo, decise di sistemare l'esercito nei quartieri invernali. Le sue truppe erano esaurite e scontente, e la situazione era in grande disordine.
L'interruzione delle ostilità non durò a lungo: l'8 febbraio 1807 i due eserciti si affrontarono nuovamente nella terribile battaglia di Eylau.